# Светско првенство у рукомету 2015.
Свјетско првенство у рукомету 2015. је 24. Свјетско рукометно првенство које је одржано од 17. јануара до 1. фебруара 2015. године у Катару. Бранилац наслова је Шпанија, која је као домаћин освојила титулу на претходном Свјетском првенству у Шпанији. Катар се као домаћин директно квалификовао.
Француска је побједила у финалу Катар са резултатом 25:22 и тако освојила своју 5. титулу, и сада је постала репрезентација са највише титула, док је Катар освојио своју прву медаљу на Свјетском првенству. Пољска је освојила бронзу побједом над Шпанијом након продужетака са резултатом 29:28. Данска је освојила пето мјесто побједивши Хрватску која је завршила на шестом мјесту и то је њен најлошији резултат у последњих 13 година на међународним такмичењима.

## Градови домаћини
| Лусаил                  | Доха                                     | Доха                    | LusailDoha |
| Лусаил спортска дворана | Али Бин Хамад ал-Атијах спортска дворана | Духаил спортска дворана | LusailDoha |
| Капацитет: 15,300       | Капацитет: 7,700                         | Капацитет: 5,500        | LusailDoha |
|                         |                                          |                         | LusailDoha |

## Квалификације
24 репрезентације ће учествовати на завршном турниру. Катар као домаћин и Шпанија као актуелни првак су се директно квалификовали док ће остале 22 репрезентације се борити за учешће преко својих континенталних турнира и додатних европских квалификација.
У одлуци коју је Међународна рукометна Федерација 8. јула 2014. године донјела да репрезентација из Океаније нема право учешћа зато што Океанија нема континенталну конфедерацију. Репрезентација из Океаније која је требало да учествује је била репрезентација Аустралије. Међународна рукометна конфедерација је позвала репрезентацију Немачке на учешће због добрих резултата на претходним Свјетским првенствима. Бахреин и Уједињени Арапски Емирати су одустали од учешћа 7. новембара 2014. године. Исланд и Саудијска Арабија су изабране да учествују на турниру.
| Такмичење                                                   | Датум                         | Број квалификованих | Квалификоване репрезентације                                                                             |
| ----------------------------------------------------------- | ----------------------------- | ------------------- | --- |
| Домаћин                                                     | 27. јануара 2011              | 1                   | Катар |
| Побједник СП 2013                                           | 11.–27. Јануара 2013.         | 1                   | Шпанија                                                                                                  |
| Афричко рукометно првенство 2014.                           | 16.–25. јануара 2014.         | 3                   | Алжир · Египат · Тунис                                                                                   |
| Европско првенство у рукомету 2014.                         | 12.–26. јануара 2014.         | 3                   | Хрватска · Данска · Француска                                                                            |
| Азијско рукометно првенство 2014.                           | 24. јануара–4. фебруара 2014. | 3                   | Бахреин · Иран · УАЕ                                                                                     |
| Океанско рукометно првенство 2014.                          | 25.–26. априла 2014.          | 1                   | Аустралија                                                                                               |
| Европске квалификације за светско рукометно првенство 2015. | 7.–15. јуна 2014.             | 9                   | Аустрија · Белорусија · Босна и Херцеговина · Чешка · Македонија · Пољска · Русија · Словенија · Шведска |
| Панамеричко првенство 2014.                                 | 23.–29. јуна 2014.            | 3                   | Аргентина · Бразил · Чиле                                                                                |
| Позивница                                                   | 8. јула 2014.                 | 1                   | Немачка                                                                                                  |
| Позивница                                                   | 21. новембар 2014.            | 2                   | Исланд · Саудијска Арабија                                                                               |

### Квалификоване екипе
| Репрезентација      | Квалиф. као                                           | Датум квалификације | Претходна учешћа на првенству |
| ------------------- | ----------------------------------------------------- | ------------------- | --- |
| Катар               | Домаћин                                               | 27. јануара 2011.   | 4 (2003., 2005., 2007., 2013) |
| Шпанија             | Побједник СП 2013.                                    | 27. јануара 2013.   | 17 (1958., 1974., 1978., 1982., 1986., 1990., 1993., 1995., 1997., 1999., 2001., 2003., 2005., 2007., 2009., 2011., 2013.)                            |
| Данска              | Полуфиналист ЕП 2014.                                 | 22. јануара 2014.   | 20 (1938., 1954., 1958., 1961., 1964., 1967., 1970., 1974., 1978., 1982., 1986., 1993., 1995., 1999., 2003., 2005., 2007., 2009., 2011., 2013)        |
| Француска           | Полуфиналист ЕП 2014.                                 | 22. јануара 2014.   | 16 (1954., 1961., 1970., 1978., 1990., 1993., 1995., 1997., 1999., 2001., 2003., 2005., 2007., 2009., 2011., 2013)                                    |
| Хрватска            | Полуфиналист EP 2014.                                 | 22. јануара 2014.   | 10 (1995., 1997., 1999., 2001., 2003., 2005., 2007., 2009., 2011., 2013)                                                                              |
| Алжир               | Побједник Афричког рукометног првенства 2014.         | 24. јануара 2014.   | 13 (1974., 1982., 1986., 1990., 1995., 1997., 1999., 2001., 2003., 2005., 2009., 2011., 2013)                                                         |
| Тунис               | Финалист Афричког рукометног првенства 2014.          | 24. јануара 2014.   | 11 (1967., 1995., 1997., 1999., 2001., 2003., 2005., 2007., 2009., 2011., 2013)                                                                       |
| Египат              | Трећепласирани на Афричком рукометном првенству 2014. | 25. јануара 2014.   | 12 (1964., 1993., 1995., 1997., 1999., 2001., 2003., 2005., 2007., 2009., 2011., 2013)                                                                |
| Бахреин             | Полуфиналист на Азијском рукометном првенству 2014.   | 1. фебруара 2014.   | 1 (2011) |
| Иран                | Полуфиналист на Азијском рукометном првенству 2014.   | 2. фебруара 2014.   | 0 (Дебитант) |
| УАЕ                 | Полуфиналист на Азијском рукометном првенству 2014.   | 3. фебруара 2014.   | 0 (Дебитант) |
| Аустралија          | Побједник Океанског рукометног првенства 2014.        | 26. априла 2014.    | 7 (1999., 2003., 2005., 2007., 2009., 2011., 2013) |
| Чешка               | Европске квалификације                                | 14. јуна 2014.      | 5 (1995., 1997., 2001., 2005., 2007) |
| Русија              | Европске квалификације                                | 14. јуна 2014.      | 10 (1993., 1995., 1997., 1999., 2001., 2003., 2005., 2007., 2009., 2013)                                                                              |
| Аустрија            | Европске квалификације                                | 14. јуна 2014.      | 4 (1938., 1958., 1993., 2011) |
| Пољска              | Европске квалификације                                | 14. јуна 2014.      | 13 (1958., 1967., 1970., 1974., 1978., 1982., 1986., 1990., 2003., 2007., 2009., 2011., 2013)                                                         |
| Шведска             | Европске квалификације                                | 15. јуна 2014.      | 21 (1938., 1954., 1958., 1961., 1964., 1967., 1970., 1974., 1978., 1982., 1986., 1990., 1993., 1995., 1997., 1999., 2001., 2003., 2005., 2009., 2011) |
| Белорусија          | Европске квалификације                                | 15. јуна 2014.      | 2 (1995., 2013) |
| Словенија           | Европске квалификације                                | 15. јуна 2014.      | 6 (1995., 2001., 2003., 2005., 2007., 2013) |
| Босна и Херцеговина | Европске квалификације                                | 15. јуна 2014.      | 0 (Дебитант) |
| Македонија          | Европске квалификације                                | 15. јуна 2014.      | 3 (1999., 2009., 2013) |
| Аргентина           | Финалист Панамеричком првенства 2014.                 | 28. јуна 2014.      | 9 (1997., 1999., 2001., 2003., 2005., 2007., 2009., 2011., 2013)                                                                                      |
| Бразил              | Финалист Панамеричког првенства 2014.                 | 28. јуна 2014.      | 11 (1958., 1995., 1997., 1999., 2001., 2003., 2005., 2007., 2009., 2011., 2013)                                                                       |
| Чиле                | Трећепласирани Панамеричког првенства 2014.           | 29. јуна 2014.      | 2 (2011., 2013) |
| Немачка             | Позивница                                             | 8. јула 2014.       | 21 (1938., 1954., 1958., 1961., 1964., 1967., 1970., 1974., 1978., 1982., 1986., 1993., 1995., 1999., 2001., 2003., 2005., 2007., 2009., 2011., 2013) |
| Саудијска Арабија   | Позивница                                             | 21. новембара 2014. | 6 (1997., 1999., 2001., 2003., 2009., 2013) |
| Исланд              | Позивница                                             | 21. новембара 2014. | 17 (1958., 1961., 1964., 1970., 1974., 1978., 1986., 1990., 1993., 1995., 1997., 2001., 2003., 2005., 2007., 2011., 2013)                             |

Подебљане године означавају освајање првенства

## Жријеб
Жријеб репрезентација по групама је одржан 20. јула 2014. у Дохи.
Носитељи група су објављени 11. јула 2014.
| Шешир 1                                   | Шешир 2                                              | Шешир 3                               | Шешир 4                                     | Шешир 5                                                 | Шешир 6                                |
| ----------------------------------------- | ---------------------------------------------------- | ------------------------------------- | ------------------------------------------- | ------------------------------------------------------- | -------------------------------------- |
| - Шпанија - Француска - Данска - Хрватска | - Босна и Херцеговина - Пољска - Шведска - Словенија | - Русија - Катар - Македонија - Алжир | - Аустрија - Аргентина - Белорусија - Чешка | - Тунис - Египат - Бразил - Бахреин → Саудијска Арабија | - Иран - УАЕ → Исланд - Чиле - Немачка |

## Судије
Изабрано је 18 судијских парова.
| Судије    | Судије                           |
| --------- | -------------------------------- |
| Бразил    | Хесус Мензес Рожеро Пинто        |
| Хрватска  | Матија Губица BБорис Милошевић   |
| Чешка     | Вацлав Хорачек Јири Новотњи      |
| Данска    | Мартин Гјединг Мадс Хансен       |
| Египат    | Мухамед Рашед Тамер Ел-Сајед     |
| Француска | Лорент Реверет Стеван Пичон      |
| Немачка   | Ларс Гејпел Маркус Хелбиг        |
| Јапан     | Кијоши Хизаки Томаказу Икебучи   |
| Литванија | Миндаугас Гателис Вајдас Мазејка |

| Судије       | Судије                           |
| ------------ | -------------------------------- |
| Македонија   | Ђорђи Начевски Славе Николов     |
| Португалија  | Дуарте Сантос Рикардо Фонсека    |
| Катар        | Салех Бамутреф Менсур Ал-Суваиди |
| Србија       | Ненад Николић Душан Стојковић    |
| Словенија    | Ненад Крстић Петер Љубич         |
| Јужна Кореја | Ко Бон-ок Ли Се-ок               |
| Шпанија      | Оскар Лопез Анхел Рамирез        |
| Шведска      | Микаел Јохансон Јасмин Клико     |
| Тунис        | Самир Крихене Самир Макхлув      |

## Такмичење по групама
Распоред утакмица је објављен 21. августа 2014. Нови распоред је објављен 12. децембра 2014. године. Најбоље 4 екипе пласирале су се у завршни круг.

### Критеријум
Уколико се у истој групи нађу два тима са једнаким бројем бодова, завршне позиције ће бити одређене према критеријумима по редослједу:
1. број бодова добијених на утакмици између екипа о којима се ради,
2. гол разлика између екипа о којима се ради,
3. број голова у утакмици између тимова о којима се ради,
4. гол разлика у свим утакмицама у групи,
5. број постигнутих голова у свим утакмицама у групи,
6. Извлачење на лутрију.

- Сва времена су по средњоевропском времену

|  | Екипа се квалификовала у други круг |
|  | Екипа игра утакмице за пласман      |

### Група А
| 15. јануар 2015. 18:30 | Катар                 | 28:23   | Бразил   | Лусаил спортска дворана, Лусаил Гледалаца: 11.500 Судије: Милошевић, Губица (ХРВ) |
| 15. јануар 2015. 18:30 | Марковић, Хасаб Ала 6 | (15:12) | Ћиуфа 6  | Лусаил спортска дворана, Лусаил Гледалаца: 11.500 Судије: Милошевић, Губица (ХРВ) |
| 15. јануар 2015. 18:30 | 4× 3×                 | Извор   | 5× 3× 1× | Лусаил спортска дворана, Лусаил Гледалаца: 11.500 Судије: Милошевић, Губица (ХРВ) |

| 16. јануар 2015. 15:00 | Шпанија                | 38;33   | Белорусија | Духаил спортска дворана, Доха Гледалаца: 1.200 Судије: Новотни, Хорачек (ЧЕШ) |
| 16. јануар 2015. 15:00 | Макуеда, Агуинагалде 6 | (21:17) | Ситоу 5    | Духаил спортска дворана, Доха Гледалаца: 1.200 Судије: Новотни, Хорачек (ЧЕШ) |
| 16. јануар 2015. 15:00 | 2× 3×                  | Извор   | 3× 2×      | Духаил спортска дворана, Доха Гледалаца: 1.200 Судије: Новотни, Хорачек (ЧЕШ) |

| 16. јануар 2015. 15:00 | Словенија | 36:23   | Чиле       | Ал бин Хамад ал-Атијах спортска дворана,Доха Гледалаца: 1.500 Судије: Рашед, Ел-Сајед (ЕГИ) |
| 16. јануар 2015. 15:00 | Гајић 9   | (16:14) | Салинас 10 | Ал бин Хамад ал-Атијах спортска дворана,Доха Гледалаца: 1.500 Судије: Рашед, Ел-Сајед (ЕГИ) |
| 16. јануар 2015. 15:00 | 8× 3×     | Извор   | 6× 1×      | Ал бин Хамад ал-Атијах спортска дворана,Доха Гледалаца: 1.500 Судије: Рашед, Ел-Сајед (ЕГИ) |

| 17. јануар 2015. 15:00 | Бразил            | 27:29   | Шпанија   | Духаил спортска дворана, Доха Гледалаца: 800 Судије: Начевски, Николов (МКД) |
| 17. јануар 2015. 15:00 | Риберио, Толедо 5 | (14:15) | Канелас 9 | Духаил спортска дворана, Доха Гледалаца: 800 Судије: Начевски, Николов (МКД) |
| 17. јануар 2015. 15:00 | 5× 4×             | Извор   | 2× 3×     | Духаил спортска дворана, Доха Гледалаца: 800 Судије: Начевски, Николов (МКД) |

| 17. јануар 2015. 15:00 | Белорусија   | 29:34  | Словенија | Лусаил спортска дворана, Лусаил Гледалаца: 4.000 Судије: Крихене, Макхлуф (ТУН) |
| 17. јануар 2015. 15:00 | Џ. Рутенка 6 | (8:17) | Гајић 15  | Лусаил спортска дворана, Лусаил Гледалаца: 4.000 Судије: Крихене, Макхлуф (ТУН) |
| 17. јануар 2015. 15:00 | 5× 3×        | Извор  | 8× 4×     | Лусаил спортска дворана, Лусаил Гледалаца: 4.000 Судије: Крихене, Макхлуф (ТУН) |

| 17. јануар 2015. 17:00 | Чиле    | 20:27  | Катар       | Лусаил спортска дворана, Лусаил Гледалаца: 4.500 Судије: Реверет, Пичон (ФРА) |
| 17. јануар 2015. 17:00 | Онето 5 | (9:15) | Марковић 11 | Лусаил спортска дворана, Лусаил Гледалаца: 4.500 Судије: Реверет, Пичон (ФРА) |
| 17. јануар 2015. 17:00 | 5× 3×   | Извор  | 2× 3×       | Лусаил спортска дворана, Лусаил Гледалаца: 4.500 Судије: Реверет, Пичон (ФРА) |

| 19. јануар 2015. 15:00 | Шпанија  | 37:16  | Чиле             | Духаил спортска дворана, Доха Гледалаца: 500 Судије: Ли, Ко (ЈКО) |
| 19. јануар 2015. 15:00 | Ривера 7 | (14:7) | Араја, Фрелихи 3 | Духаил спортска дворана, Доха Гледалаца: 500 Судије: Ли, Ко (ЈКО) |
| 19. јануар 2015. 15:00 | 3×       | Извор  | 1× 4×            | Духаил спортска дворана, Доха Гледалаца: 500 Судије: Ли, Ко (ЈКО) |

| 19. јануар 2015. 15:00 | Белорусија      | 29:34   | Бразил    | Лусаил спортска дворана, Лусаил Гледалаца: 3.000 Судије: Рашед, Ел-Сајед (ЕГИ) |
| 19. јануар 2015. 15:00 | три играча по 6 | (12:16) | Риберио 9 | Лусаил спортска дворана, Лусаил Гледалаца: 3.000 Судије: Рашед, Ел-Сајед (ЕГИ) |
| 19. јануар 2015. 15:00 | 5× 3×           | Извор   | 5× 4×     | Лусаил спортска дворана, Лусаил Гледалаца: 3.000 Судије: Рашед, Ел-Сајед (ЕГИ) |

| 19. јануар 2015. 17:00 | Словенија | 29:31   | Катар     | Лусаил спортска дворана, Лусаил Гледалаца: 9.500 Судије: Гјединг, Хансен (ДАН) |
| 19. јануар 2015. 17:00 | Долонец 8 | (15:18) | Капоте 12 | Лусаил спортска дворана, Лусаил Гледалаца: 9.500 Судије: Гјединг, Хансен (ДАН) |
| 19. јануар 2015. 17:00 | 7× 3×     | Извор   | 5× 4×     | Лусаил спортска дворана, Лусаил Гледалаца: 9.500 Судије: Гјединг, Хансен (ДАН) |

| 21. јануар 2015. 15:00 | Словенија | 35:32   | Бразил    | Духаил спортска дворана, Доха Гледалаца: 500 Судије: Реверет, Пичон (ФРА) |
| 21. јануар 2015. 15:00 | Гајић 12  | (19:18) | Риберио 7 | Духаил спортска дворана, Доха Гледалаца: 500 Судије: Реверет, Пичон (ФРА) |
| 21. јануар 2015. 15:00 | 5× 2×     | Извор   | 5× 3×     | Духаил спортска дворана, Доха Гледалаца: 500 Судије: Реверет, Пичон (ФРА) |

| 21. јануар 2015. 15:00 | Чиле      | 23:34   | Белорусија             | Лусаил спортска дворана, Лусаил Гледалаца: 800 Судије: Хизаки, Икебучи (ЈАП) |
| 21. јануар 2015. 15:00 | Салинас 6 | (11:14) | Пукоуски, С. Рутенка 8 | Лусаил спортска дворана, Лусаил Гледалаца: 800 Судије: Хизаки, Икебучи (ЈАП) |
| 21. јануар 2015. 15:00 | 7× 2×     | Извор   | 5× 3×                  | Лусаил спортска дворана, Лусаил Гледалаца: 800 Судије: Хизаки, Икебучи (ЈАП) |

| 21. јануар 2015. 17:00 | Катар       | 25:28  | Шпанија       | Лусаил спортска дворана, Лусаил Гледалаца: 12.400 Судије: Николић, Стојковић (СРБ) |
| 21. јануар 2015. 17:00 | Марковић 10 | (10:8) | Ривера Фолх 7 | Лусаил спортска дворана, Лусаил Гледалаца: 12.400 Судије: Николић, Стојковић (СРБ) |
| 21. јануар 2015. 17:00 | 1× 2×       | Извор  | 5× 3×         | Лусаил спортска дворана, Лусаил Гледалаца: 12.400 Судије: Николић, Стојковић (СРБ) |

| 23. јануар 2015. 15:00 | Бразил         | 30:22   | Чиле          | Лусаил спортска дворана, Лусаил Гледалаца: 2.500 Судије: Крихене, Макхлуф (ТУН) |
| 23. јануар 2015. 15:00 | Пачеко Филхо 7 | (12:13) | 5 играча по 3 | Лусаил спортска дворана, Лусаил Гледалаца: 2.500 Судије: Крихене, Макхлуф (ТУН) |
| 23. јануар 2015. 15:00 | 5× 1×          | Извор   | 7× 4× 1×      | Лусаил спортска дворана, Лусаил Гледалаца: 2.500 Судије: Крихене, Макхлуф (ТУН) |

| 23. јануар 2015. 15:00 | Шпанија       | 30:26   | Словенија     | Духаил спортска дворана, Доха Гледалаца: 1.000 Судије: Гејпел, Хелбиг (ЊЕМ) |
| 23. јануар 2015. 15:00 | Ривера Фолх 6 | (14:10) | 4 играча по 4 | Духаил спортска дворана, Доха Гледалаца: 1.000 Судије: Гејпел, Хелбиг (ЊЕМ) |
| 23. јануар 2015. 15:00 | 2× 3× 1×      | Извор   | 5× 3×         | Духаил спортска дворана, Доха Гледалаца: 1.000 Судије: Гејпел, Хелбиг (ЊЕМ) |

| 23. јануар 2015. 17:00 | Катар      | 26:22  | Белорусија   | Лусаил спортска дворана, Лусаил Гледалаца: 10.000 Судије: Новотни, Хорачек (ЧЕШ) |
| 23. јануар 2015. 17:00 | Марковић 9 | (7:12) | Џ. Рутенка 6 | Лусаил спортска дворана, Лусаил Гледалаца: 10.000 Судије: Новотни, Хорачек (ЧЕШ) |
| 23. јануар 2015. 17:00 | 3× 2×      | Извор  | 6× 4×        | Лусаил спортска дворана, Лусаил Гледалаца: 10.000 Судије: Новотни, Хорачек (ЧЕШ) |

|    | Репрезентација | Бод. | Ут. | Поб. | Н. | Пор. | Пос. | При. | Гр. |
| -- | -------------- | ---- | --- | ---- | -- | ---- | ---- | ---- | --- |
| 1. | Шпанија        | 10   | 5   | 5    | 0  | 0    | 162  | 127  | +35 |
| 2. | Катар          | 8    | 5   | 4    | 0  | 1    | 137  | 122  | +15 |
| 3. | Словенија      | 6    | 5   | 3    | 0  | 2    | 160  | 145  | +15 |
| 4. | Бразил         | 4    | 5   | 2    | 0  | 3    | 146  | 143  | +3  |
| 5. | Белорусија     | 2    | 5   | 1    | 0  | 4    | 147  | 155  | -8  |
| 6. | Чиле           | 0    | 5   | 0    | 0  | 5    | 104  | 164  | -60 |

### Група Б
| 16. јануар 2015. 13:00 | Босна и Херцеговина | 30:25   | Иран        | Лусаил спортска дворана, Лусаил Гледалаца: 3.000 Судије: Ко, Ли (ЈКО) |
| 16. јануар 2015. 13:00 | Челица 6            | (12:16) | А. Естеки 7 | Лусаил спортска дворана, Лусаил Гледалаца: 3.000 Судије: Ко, Ли (ЈКО) |
| 16. јануар 2015. 13:00 | 8× 3×               | Извор   | 8× 4×       | Лусаил спортска дворана, Лусаил Гледалаца: 3.000 Судије: Ко, Ли (ЈКО) |

| 16. јануар 2015. 15:00 | Македонија | 33:25   | Тунис | Лусаил спортска дворана, Лусаил Гледалаца: 5.000 Судије: Гејпел, Хелбиг (ЊЕМ) |
| 16. јануар 2015. 15:00 | Лазаров 10 | (18:14) | Теј 6 | Лусаил спортска дворана, Лусаил Гледалаца: 5.000 Судије: Гејпел, Хелбиг (ЊЕМ) |
| 16. јануар 2015. 15:00 | 7× 3×      | Извор   | 6× 3× | Лусаил спортска дворана, Лусаил Гледалаца: 5.000 Судије: Гејпел, Хелбиг (ЊЕМ) |

| 16. јануар 2015. 17:00 | Хрватска | 32:30   | Аустрија        | Духаил спортска дворана, Доха Гледалаца: 750 Судије: Гателис, Мазејка (ЛИТ) |
| 16. јануар 2015. 17:00 | Чупић 11 | (16:13) | Силађи, Вебер 7 | Духаил спортска дворана, Доха Гледалаца: 750 Судије: Гателис, Мазејка (ЛИТ) |
| 16. јануар 2015. 17:00 | 6× 3×    | Извор   | 7× 4× 1×        | Духаил спортска дворана, Доха Гледалаца: 750 Судије: Гателис, Мазејка (ЛИТ) |

| 17. јануар 2015. 17:00 | Тунис   | 25:28   | Хрватска | Духаил спортска дворана, Доха Гледалаца: 4.000 Судије: Лопез, Рамирез (ШПА) |
| 17. јануар 2015. 17:00 | Банур 9 | (13:14) | Чупић 8  | Духаил спортска дворана, Доха Гледалаца: 4.000 Судије: Лопез, Рамирез (ШПА) |
| 17. јануар 2015. 17:00 | 6× 3×   | Извор   | 5× 3×    | Духаил спортска дворана, Доха Гледалаца: 4.000 Судије: Лопез, Рамирез (ШПА) |

| 17. јануар 2015. 17:00 | Иран        | 31:33   | Македонија | Духаил спортска дворана, Доха Гледалаца: 1.000 Судије: Ал-Суваиди, Бамутреф (КАТ) |
| 17. јануар 2015. 17:00 | А. Естеки 9 | (17:19) | Лазаров 9  | Духаил спортска дворана, Доха Гледалаца: 1.000 Судије: Ал-Суваиди, Бамутреф (КАТ) |
| 17. јануар 2015. 17:00 | 7× 4×       | Извор   | 7× 2×      | Духаил спортска дворана, Доха Гледалаца: 1.000 Судије: Ал-Суваиди, Бамутреф (КАТ) |

| 17. јануар 2015. 19:00 | Аустрија        | 23:21   | Босна и Херцеговина | Ал бин Хамад ал-Атијах спортска дворана, Доха Гледалаца: 1.000 Судије: Мензес, Пинто (БРА) |
| 17. јануар 2015. 19:00 | Силађи, Вебер 4 | (11:12) | Малиновић 6         | Ал бин Хамад ал-Атијах спортска дворана, Доха Гледалаца: 1.000 Судије: Мензес, Пинто (БРА) |
| 17. јануар 2015. 19:00 | 8× 3×           | Извор   | 6× 4× 1×            | Ал бин Хамад ал-Атијах спортска дворана, Доха Гледалаца: 1.000 Судије: Мензес, Пинто (БРА) |

| 19. јануар 2015. 17:00 | Босна и Херцеговина | 25:22   | Македонија | Ал бин Хамад ал-Атијах спортска дворана, Доха Гледалаца: 2.000 Судије: Гателис, Мазејка (ЛИТ) |
| 19. јануар 2015. 17:00 | Бурић, Малиновић 4  | (11:13) | Манасков 6 | Ал бин Хамад ал-Атијах спортска дворана, Доха Гледалаца: 2.000 Судије: Гателис, Мазејка (ЛИТ) |
| 19. јануар 2015. 17:00 | 5× 2×               | Извор   | 6× 3× 1×   | Ал бин Хамад ал-Атијах спортска дворана, Доха Гледалаца: 2.000 Судије: Гателис, Мазејка (ЛИТ) |

| 19. јануар 2015. 17:00 | Хрватска  | 41:22   | Иран        | Духаил спортска дворана, Доха Гледалаца: 500 Судије: Гејпел, Хелбиг (ЊЕМ) |
| 19. јануар 2015. 17:00 | Хорват 12 | (19:13) | С. Естеки 6 | Духаил спортска дворана, Доха Гледалаца: 500 Судије: Гејпел, Хелбиг (ЊЕМ) |
| 19. јануар 2015. 17:00 | 3× 2×     | Извор   | 3× 1×       | Духаил спортска дворана, Доха Гледалаца: 500 Судије: Гејпел, Хелбиг (ЊЕМ) |

| 19. јануар 2015. 19:00 | Аустрија | 25:25   | Тунис        | Ал бин Хамад ал-Атијах спортска дворана, Доха Гледалаца: 4.500 Судије: Николић, Стојковић (СРБ) |
| 19. јануар 2015. 19:00 | Вебер 9  | (14:15) | Теј, Санаи 5 | Ал бин Хамад ал-Атијах спортска дворана, Доха Гледалаца: 4.500 Судије: Николић, Стојковић (СРБ) |
| 19. јануар 2015. 19:00 | 4× 3×    | Извор   | 5× 3×        | Ал бин Хамад ал-Атијах спортска дворана, Доха Гледалаца: 4.500 Судије: Николић, Стојковић (СРБ) |

| 21. јануар 2015. 15:00 | Иран        | 26:38   | Аустрија | Ал бин Хамад ал-Атијах спортска дворана, Доха Гледалаца: 500 Судије: Рашед, Ел-Сајед (ЕГИ) |
| 21. јануар 2015. 15:00 | С. Естеки 7 | (13:18) | Сантос 8 | Ал бин Хамад ал-Атијах спортска дворана, Доха Гледалаца: 500 Судије: Рашед, Ел-Сајед (ЕГИ) |
| 21. јануар 2015. 15:00 | 4× 3×       | Извор   | 5× 3×    | Ал бин Хамад ал-Атијах спортска дворана, Доха Гледалаца: 500 Судије: Рашед, Ел-Сајед (ЕГИ) |

| 21. јануар 2015. 17:00 | Босна и Херцеговина | 24:27   | Тунис      | Ал бин Хамад ал-Атијах спортска дворана, Доха Гледалаца: 5.500 Судије: Сантос, Фонеска (ПОР) |
| 21. јануар 2015. 17:00 | Малиновић 5         | (14:15) | Боуганми 7 | Ал бин Хамад ал-Атијах спортска дворана, Доха Гледалаца: 5.500 Судије: Сантос, Фонеска (ПОР) |
| 21. јануар 2015. 17:00 | 6× 3×               | Извор   | 5× 3×      | Ал бин Хамад ал-Атијах спортска дворана, Доха Гледалаца: 5.500 Судије: Сантос, Фонеска (ПОР) |

| 21. јануар 2015. 17:00 | Македонија | 26:29   | Хрватска | Духаил спортска дворана, Доха Гледалаца: 2.000 Судије: Новотни, Хорачек (ЧЕШ) |
| 21. јануар 2015. 17:00 | Лазаров 7  | (14:15) | Чупић 9  | Духаил спортска дворана, Доха Гледалаца: 2.000 Судије: Новотни, Хорачек (ЧЕШ) |
| 21. јануар 2015. 17:00 | Извор      |         |          | Духаил спортска дворана, Доха Гледалаца: 2.000 Судије: Новотни, Хорачек (ЧЕШ) |

| 23. јануар 2015. 15:00 | Тунис   | 30:23   | Иран       | Ал бин Хамад ал-Атијах спортска дворана, Доха Гледалаца: 4.500 Судије: Клико, Јохансон (ШВЕ) |
| 23. јануар 2015. 15:00 | Туати 7 | (12:12) | Карамиан 4 | Ал бин Хамад ал-Атијах спортска дворана, Доха Гледалаца: 4.500 Судије: Клико, Јохансон (ШВЕ) |
| 23. јануар 2015. 15:00 | 3× 4×   | Извор   | 5× 1×      | Ал бин Хамад ал-Атијах спортска дворана, Доха Гледалаца: 4.500 Судије: Клико, Јохансон (ШВЕ) |

| 23. јануар 2015. 17:00 | Македонија | 36:31   | Аустрија | Ал бин Хамад ал-Атијах спортска дворана, Доха Гледалаца: 1.000 Судије: Гјединг, Хансен (ДАН) |
| 23. јануар 2015. 17:00 | Лазаров 9  | (16:16) | Вебер 8  | Ал бин Хамад ал-Атијах спортска дворана, Доха Гледалаца: 1.000 Судије: Гјединг, Хансен (ДАН) |
| 23. јануар 2015. 17:00 | 5× 2×      | Извор   | 7× 2× 1× | Ал бин Хамад ал-Атијах спортска дворана, Доха Гледалаца: 1.000 Судије: Гјединг, Хансен (ДАН) |

| 23. јануар 2015. 17:00 | Хрватска  | 28:21  | Босна и Херцеговина | Духаил спортска дворана, Доха Гледалаца: 800 Судије: Реверет, Пичон (ФРА) |
| 23. јануар 2015. 17:00 | Карачић 6 | (17:8) | Торомановић 7       | Духаил спортска дворана, Доха Гледалаца: 800 Судије: Реверет, Пичон (ФРА) |
| 23. јануар 2015. 17:00 | 4× 3×     | Извор  | 6× 2× 1×            | Духаил спортска дворана, Доха Гледалаца: 800 Судије: Реверет, Пичон (ФРА) |

|    | Репрезентација      | Бод. | Ут. | Поб. | Н. | Пор. | Пос. | При. | Гр. |
| -- | ------------------- | ---- | --- | ---- | -- | ---- | ---- | ---- | --- |
| 1. | Хрватска            | 10   | 5   | 5    | 0  | 0    | 158  | 124  | +34 |
| 2. | Македонија          | 8    | 5   | 4    | 0  | 1    | 153  | 138  | +15 |
| 3. | Аустрија            | 5    | 5   | 2    | 1  | 2    | 147  | 140  | +7  |
| 4. | Тунис               | 5    | 5   | 2    | 1  | 2    | 132  | 133  | -1  |
| 5. | Босна и Херцеговина | 2    | 5   | 1    | 0  | 4    | 118  | 128  | -10 |
| 6. | Иран                | 0    | 5   | 0    | 0  | 5    | 127  | 172  | -45 |

### Група Ц
| 16. јануар 2015. 17:00 | Алжир    | 20:34  | Египат | Ал бин Хамад ал-Атијах спортска дворана, Доха Гледалаца: 5.500 Судије: Лопез, Рамирез (ШПА) |
| 16. јануар 2015. 17:00 | Кабехе 6 | (9:17) | Иса 5  | Ал бин Хамад ал-Атијах спортска дворана, Доха Гледалаца: 5.500 Судије: Лопез, Рамирез (ШПА) |
| 16. јануар 2015. 17:00 | 6× 3×    | Извор  | 7× 3×  | Ал бин Хамад ал-Атијах спортска дворана, Доха Гледалаца: 5.500 Судије: Лопез, Рамирез (ШПА) |

| 16. јануар 2015. 19:00 | Француска         | 30:27  | Чешка     | Духаил спортска дворана, Доха Гледалаца: 1.800 Судије: Гјединг, Хансен (ДАН) |
| 16. јануар 2015. 19:00 | Гигу, Карабатић 7 | (16:9) | Хорак 8   | Духаил спортска дворана, Доха Гледалаца: 1.800 Судије: Гјединг, Хансен (ДАН) |
| 16. јануар 2015. 19:00 | 6× 2×             | Извор  | 10× 3× 1× | Духаил спортска дворана, Доха Гледалаца: 1.800 Судије: Гјединг, Хансен (ДАН) |

| 16. јануар 2015. 19:00 | Шведска  | 24:16  | Исланд    | Ал бин Хамад ал-Атијах спортска дворана, Доха Гледалаца: 1.000 Судије: Мензес, Пинто (БРА) |
| 16. јануар 2015. 19:00 | Екберг 7 | (12:7) | Атласон 5 | Ал бин Хамад ал-Атијах спортска дворана, Доха Гледалаца: 1.000 Судије: Мензес, Пинто (БРА) |
| 16. јануар 2015. 19:00 | 7× 3×    | Извор  | 6× 3×     | Ал бин Хамад ал-Атијах спортска дворана, Доха Гледалаца: 1.000 Судије: Мензес, Пинто (БРА) |

| 18. јануар 2015. 17:00 | Исланд      | 32:24   | Алжир    | Ал бин Хамад ал-Атијах спортска дворана, Доха Гледалаца: 2.000 Судије: Милошевић, Губица (ХРВ) |
| 18. јануар 2015. 17:00 | Сигурдсон 8 | (12:13) | Беркуш 5 | Ал бин Хамад ал-Атијах спортска дворана, Доха Гледалаца: 2.000 Судије: Милошевић, Губица (ХРВ) |
| 18. јануар 2015. 17:00 | 6× 3× 1×    | Извор   | 3× 4×    | Ал бин Хамад ал-Атијах спортска дворана, Доха Гледалаца: 2.000 Судије: Милошевић, Губица (ХРВ) |

| 18. јануар 2015. 19:00 | Чешка          | 22:36   | Шведска     | Ал бин Хамад ал-Атијах спортска дворана, Доха Гледалаца: 1.000 Судије: Гејпел, Хелбиг (ЊЕМ) |
| 18. јануар 2015. 19:00 | Бабак, Собол 5 | (10:19) | Андерсон 10 | Ал бин Хамад ал-Атијах спортска дворана, Доха Гледалаца: 1.000 Судије: Гејпел, Хелбиг (ЊЕМ) |
| 18. јануар 2015. 19:00 | 6× 3× 1×       | Извор   | 5× 3×       | Ал бин Хамад ал-Атијах спортска дворана, Доха Гледалаца: 1.000 Судије: Гејпел, Хелбиг (ЊЕМ) |

| 18. јануар 2015. 19:00 | Египат | 24:28   | Француска   | Духаил спортска дворана, Доха Гледалаца: 4.500 Судије: Крстић, Љубич (СЛО) |
| 18. јануар 2015. 19:00 | Амер 5 | (11:14) | Карабатић 6 | Духаил спортска дворана, Доха Гледалаца: 4.500 Судије: Крстић, Љубич (СЛО) |
| 18. јануар 2015. 19:00 | 10× 3× | Извор   | 7× 3×       | Духаил спортска дворана, Доха Гледалаца: 4.500 Судије: Крстић, Љубич (СЛО) |

| 20. јануар 2015. 17:00 | Чешка    | 24:27   | Египат     | Ал бин Хамад ал-Атијах спортска дворана, Доха Гледалаца: 6.500 Судије: Ал-Суваиди, Бамутреф (КАТ) |
| 20. јануар 2015. 17:00 | Хрстка 5 | (10:13) | Ел-Ахмар 5 | Ал бин Хамад ал-Атијах спортска дворана, Доха Гледалаца: 6.500 Судије: Ал-Суваиди, Бамутреф (КАТ) |
| 20. јануар 2015. 17:00 | 4× 3×    | Извор   | 9× 3×      | Ал бин Хамад ал-Атијах спортска дворана, Доха Гледалаца: 6.500 Судије: Ал-Суваиди, Бамутреф (КАТ) |

| 20. јануар 2015. 19:00 | Француска   | 26:26   | Исланд                  | Духаил спортска дворана, Доха Гледалаца: 2.500 Судије: Сантос, Фонеска (ПОР) |
| 20. јануар 2015. 19:00 | Карабатић 6 | (12:14) | Халгримсон, Палмарсон 6 | Духаил спортска дворана, Доха Гледалаца: 2.500 Судије: Сантос, Фонеска (ПОР) |
| 20. јануар 2015. 19:00 | 5× 3× 1×    | Извор   | 7× 4×                   | Духаил спортска дворана, Доха Гледалаца: 2.500 Судије: Сантос, Фонеска (ПОР) |

| 20. јануар 2015. 19:00 | Шведска  | 27:19  | Алжир  | Ал бин Хамад ал-Атијах спортска дворана, Доха Гледалаца: 1.000 Судије: Начевски, Николов (МКД) |
| 20. јануар 2015. 19:00 | Калман 6 | (15:6) | Дауд 6 | Ал бин Хамад ал-Атијах спортска дворана, Доха Гледалаца: 1.000 Судије: Начевски, Николов (МКД) |
| 20. јануар 2015. 19:00 | 6× 3× 1× | Извор  | 4× 3×  | Ал бин Хамад ал-Атијах спортска дворана, Доха Гледалаца: 1.000 Судије: Начевски, Николов (МКД) |

| 22. јануар 2015. 17:00 | Шведска   | 25:25   | Египат     | Ал бин Хамад ал-Атијах спортска дворана, Доха Гледалаца: 7.000 Судије: Милошевић, Губица (ХРВ) |
| 22. јануар 2015. 17:00 | Екберг 10 | (10:10) | Ел-Ахмар 9 | Ал бин Хамад ал-Атијах спортска дворана, Доха Гледалаца: 7.000 Судије: Милошевић, Губица (ХРВ) |
| 22. јануар 2015. 17:00 | 6× 3×     | Извор   | 7× 3× 1×   | Ал бин Хамад ал-Атијах спортска дворана, Доха Гледалаца: 7.000 Судије: Милошевић, Губица (ХРВ) |

| 22. јануар 2015. 19:00 | Исланд      | 25:36   | Чешка   | Ал бин Хамад ал-Атијах спортска дворана, Доха Гледалаца: 500 Судије: Ли, Ко (ЈКО) |
| 22. јануар 2015. 19:00 | Гудјонсон 5 | (11:21) | Јиха 11 | Ал бин Хамад ал-Атијах спортска дворана, Доха Гледалаца: 500 Судије: Ли, Ко (ЈКО) |
| 22. јануар 2015. 19:00 | 7× 2×       | Извор   | 6× 3×   | Ал бин Хамад ал-Атијах спортска дворана, Доха Гледалаца: 500 Судије: Ли, Ко (ЈКО) |

| 22. јануар 2015. 19:00 | Алжир     | 26:32   | Француска | Духаил спортска дворана, Доха Гледалаца: 2.000 Судије: Николић, Стојковић (СРБ) |
| 22. јануар 2015. 19:00 | Беркуш 11 | (12:19) | Гигу 7    | Духаил спортска дворана, Доха Гледалаца: 2.000 Судије: Николић, Стојковић (СРБ) |
| 22. јануар 2015. 19:00 | 9× 3×     | Извор   | 5× 3×     | Духаил спортска дворана, Доха Гледалаца: 2.000 Судије: Николић, Стојковић (СРБ) |

| 24. јануар 2015. 17:00 | Египат        | 25:28   | Исланд       | Ал бин Хамад ал-Атијах спортска дворана, Доха Гледалаца: 5.500 Судије: Николић, Стојковић (СРБ) |
| 24. јануар 2015. 17:00 | Иса, Радван 5 | (10:15) | Сигурдсон 13 | Ал бин Хамад ал-Атијах спортска дворана, Доха Гледалаца: 5.500 Судије: Николић, Стојковић (СРБ) |
| 24. јануар 2015. 17:00 | 4× 3×         | Извор   | 7× 2×        | Ал бин Хамад ал-Атијах спортска дворана, Доха Гледалаца: 5.500 Судије: Николић, Стојковић (СРБ) |

| 24. јануар 2015. 19:00 | Алжир         | 20:36   | Чешка  | Духаил спортска дворана, Доха Гледалаца: 500 Судије: Хизаки, Икебучи (ЈАП) |
| 24. јануар 2015. 19:00 | Дауд, Хамуд 6 | (10:21) | Јиха 7 | Духаил спортска дворана, Доха Гледалаца: 500 Судије: Хизаки, Икебучи (ЈАП) |
| 24. јануар 2015. 19:00 | 1× 3×         | Извор   | 3×     | Духаил спортска дворана, Доха Гледалаца: 500 Судије: Хизаки, Икебучи (ЈАП) |

| 24. јануар 2015. 19:00 | Француска | 27:25   | Шведска  | Ал бин Хамад ал-Атијах спортска дворана, Доха Гледалаца: 3.000 Судије: Лопез, Рамирез (ШПА) |
| 24. јануар 2015. 19:00 | Жоли 9    | (11:12) | Калман 8 | Ал бин Хамад ал-Атијах спортска дворана, Доха Гледалаца: 3.000 Судије: Лопез, Рамирез (ШПА) |
| 24. јануар 2015. 19:00 | 2× 4× 1×  | Извор   | 4× 3×    | Ал бин Хамад ал-Атијах спортска дворана, Доха Гледалаца: 3.000 Судије: Лопез, Рамирез (ШПА) |

|    | Репрезентација | Бод. | Ут. | Поб. | Н. | Пор. | Пос. | При. | Гр. |
| -- | -------------- | ---- | --- | ---- | -- | ---- | ---- | ---- | --- |
| 1. | Француска      | 9    | 5   | 4    | 1  | 0    | 143  | 128  | +15 |
| 2. | Шведска        | 7    | 5   | 3    | 1  | 1    | 137  | 109  | +28 |
| 3. | Исланд         | 5    | 5   | 2    | 1  | 2    | 127  | 135  | -8  |
| 4. | Египат         | 5    | 5   | 1    | 1  | 2    | 135  | 125  | +10 |
| 5. | Чешка          | 4    | 5   | 2    | 0  | 3    | 145  | 138  | +7  |
| 6. | Алжир          | 0    | 5   | 0    | 0  | 5    | 109  | 161  | -52 |

### Група Д
| 16. јануар 2015. 13:00 | Русија              | 27:17  | Саудијска Арабија    | Духаил спортска дворана, Доха Гледалаца: 500 Судије: Хизаки, Икебучи (ЈАП) |
| 16. јануар 2015. 13:00 | Житников, Деревен 4 | (17:9) | Ал-Ханаби, Ал-Абас 4 | Духаил спортска дворана, Доха Гледалаца: 500 Судије: Хизаки, Икебучи (ЈАП) |
| 16. јануар 2015. 13:00 | 6× 2× 1×            | Извор  | 9× 4×                | Духаил спортска дворана, Доха Гледалаца: 500 Судије: Хизаки, Икебучи (ЈАП) |

| 16. јануар 2015. 17:00 | Пољска     | 26:29   | Немачка    | Лусаил спортска дворана, Лусаил Гледалаца: 3.500 Судије: Начевски, Николов (МКД) |
| 16. јануар 2015. 17:00 | Лијевски 7 | (13:17) | Веинхолд 9 | Лусаил спортска дворана, Лусаил Гледалаца: 3.500 Судије: Начевски, Николов (МКД) |
| 16. јануар 2015. 17:00 | 5× 4×      | Извор   | 6× 3×      | Лусаил спортска дворана, Лусаил Гледалаца: 3.500 Судије: Начевски, Николов (МКД) |

| 16. јануар 2015. 19:00 | Данска  | 24:24  | Аргентина | Лусаил спортска дворана, Лусаил Гледалаца: 1.000 Судије: Крстић, Љубич (СЛО) |
| 16. јануар 2015. 19:00 | Егерт 5 | (13:8) | Пизаро 8  | Лусаил спортска дворана, Лусаил Гледалаца: 1.000 Судије: Крстић, Љубич (СЛО) |
| 16. јануар 2015. 19:00 | 7× 3×   | Извор  | 7× 3×     | Лусаил спортска дворана, Лусаил Гледалаца: 1.000 Судије: Крстић, Љубич (СЛО) |

| 18. јануар 2015. 17:00 | Аргентина       | 23:24   | Пољска          | Духаил спортска дворана, Доха Гледалаца: 3.000 Судије: Новотни, Хорачек (ЧЕШ) |
| 18. јануар 2015. 17:00 | три играча по 5 | (12:11) | три играча по 5 | Духаил спортска дворана, Доха Гледалаца: 3.000 Судије: Новотни, Хорачек (ЧЕШ) |
| 18. јануар 2015. 17:00 | 6× 3× 1×        | Извор   | 7× 4×           | Духаил спортска дворана, Доха Гледалаца: 3.000 Судије: Новотни, Хорачек (ЧЕШ) |

| 18. јануар 2015. 17:00 | Немачка      | 27:26  | Русија     | Лусаил спортска дворана, Лусаил Гледалаца: 600 Судије: Клико, Јохансон (ШВЕ) |
| 18. јануар 2015. 17:00 | Генсхајмер 9 | (9:13) | Игропуло 6 | Лусаил спортска дворана, Лусаил Гледалаца: 600 Судије: Клико, Јохансон (ШВЕ) |
| 18. јануар 2015. 17:00 | 7× 3×        | Извор  | 8× 4×      | Лусаил спортска дворана, Лусаил Гледалаца: 600 Судије: Клико, Јохансон (ШВЕ) |

| 18. јануар 2015. 19:00 | Саудијска Арабија     | 18:38  | Данска        | Лусаил спортска дворана, Лусаил Гледалаца: 600 Судије: Рашед, Ел-Сајед (ЕГИ) |
| 18. јануар 2015. 19:00 | Ал-Џанаби, Ал-Салем 4 | (6:20) | Тофт Хансен 8 | Лусаил спортска дворана, Лусаил Гледалаца: 600 Судије: Рашед, Ел-Сајед (ЕГИ) |
| 18. јануар 2015. 19:00 | 4× 2×                 | Извор  | 3×            | Лусаил спортска дворана, Лусаил Гледалаца: 600 Судије: Рашед, Ел-Сајед (ЕГИ) |

| 20. јануар 2015. 17:00 | Пољска     | 26:25   | Русија     | Лусаил спортска дворана, Лусаил Гледалаца: 1.000 Судије: Крстић, Љубич (СЛО) |
| 20. јануар 2015. 17:00 | Ројевски 6 | (12:13) | Шишкарев 7 | Лусаил спортска дворана, Лусаил Гледалаца: 1.000 Судије: Крстић, Љубич (СЛО) |
| 20. јануар 2015. 17:00 | 5× 3×      | Извор   | 5× 2×      | Лусаил спортска дворана, Лусаил Гледалаца: 1.000 Судије: Крстић, Љубич (СЛО) |

| 20. јануар 2015. 17:00 | Аргентина | 32:20   | Саудијска Арабија | Духаил спортска дворана, Доха Гледалаца: 1.000 Судије: Крихене, Макхлув (ТУН) |
| 20. јануар 2015. 17:00 | Пизаро 7  | (13:11) | Ал-Џанаби 5       | Духаил спортска дворана, Доха Гледалаца: 1.000 Судије: Крихене, Макхлув (ТУН) |
| 20. јануар 2015. 17:00 | 6× 4×     | Извор   | 12× 3× 9×         | Духаил спортска дворана, Доха Гледалаца: 1.000 Судије: Крихене, Макхлув (ТУН) |

| 20. јануар 2015. 19:00 | Данска                | 30:30   | Немачка    | Лусаил спортска дворана, Лусаил Гледалаца: 2.000 Судије: Лопез, Рамирез (ШПА) |
| 20. јануар 2015. 19:00 | Кристиансен, Хансен 6 | (16:16) | Веинхолд 8 | Лусаил спортска дворана, Лусаил Гледалаца: 2.000 Судије: Лопез, Рамирез (ШПА) |
| 20. јануар 2015. 19:00 | 3×                    | Извор   | 5× 4×      | Лусаил спортска дворана, Лусаил Гледалаца: 2.000 Судије: Лопез, Рамирез (ШПА) |

| 22. јануар 2015. 17:00 | Пољска     | 32:13  | Саудијска Арабија | Духаил спортска дворана, Доха Гледалаца: 800 Судије: Клико, Јохансон (ШВЕ) |
| 22. јануар 2015. 17:00 | Шипрзак 10 | (17:6) | Ал-Суби 4         | Духаил спортска дворана, Доха Гледалаца: 800 Судије: Клико, Јохансон (ШВЕ) |
| 22. јануар 2015. 17:00 | 3×         | Извор  | 4× 3× 1×          | Духаил спортска дворана, Доха Гледалаца: 800 Судије: Клико, Јохансон (ШВЕ) |

| 22. јануар 2015. 17:00 | Немачка   | 28:23   | Аргентина   | Лусаил спортска дворана, Лусаил Гледалаца: 5.500 Судије: Гателис, Мазејка (ЛИТ) |
| 22. јануар 2015. 17:00 | Гроецки 6 | (13:14) | Фернандез 7 | Лусаил спортска дворана, Лусаил Гледалаца: 5.500 Судије: Гателис, Мазејка (ЛИТ) |
| 22. јануар 2015. 17:00 | 6× 3×     | Извор   | 6× 4×       | Лусаил спортска дворана, Лусаил Гледалаца: 5.500 Судије: Гателис, Мазејка (ЛИТ) |

| 22. јануар 2015. 19:00 | Русија     | 28:31  | Данска        | Лусаил спортска дворана, Лусаил Гледалаца: 10.500 Судије: Начевски, Николов (МКД) |
| 22. јануар 2015. 19:00 | Шишкарев 8 | (8:16) | Лауге Шмидт 9 | Лусаил спортска дворана, Лусаил Гледалаца: 10.500 Судије: Начевски, Николов (МКД) |
| 22. јануар 2015. 19:00 | 1× 3×      | Извор  | 2× 3×         | Лусаил спортска дворана, Лусаил Гледалаца: 10.500 Судије: Начевски, Николов (МКД) |

| 24. јануар 2015. 17:00 | Саудијска Арабија | 19:36  | Немачка         | Лусаил спортска дворана, Лусаил Гледалаца: 3.500 Судије: Сантос, Фонсека (ПОР) |
| 24. јануар 2015. 17:00 | три играча по 3   | (8:18) | Мусхе, Селин 11 | Лусаил спортска дворана, Лусаил Гледалаца: 3.500 Судије: Сантос, Фонсека (ПОР) |
| 24. јануар 2015. 17:00 | 6× 3×             | Извор  | 5× 3×           | Лусаил спортска дворана, Лусаил Гледалаца: 3.500 Судије: Сантос, Фонсека (ПОР) |

| 24. јануар 2015. 17:00 | Русија     | 27:30   | Аргентина | Духаил спортска дворана, Доха Гледалаца: 500 Судије: Ал-Суваиди, Бамутреф (КАТ) |
| 24. јануар 2015. 17:00 | Шишкарев 7 | (16:17) | Пизаро 9  | Духаил спортска дворана, Доха Гледалаца: 500 Судије: Ал-Суваиди, Бамутреф (КАТ) |
| 24. јануар 2015. 17:00 | 8× 3× 1×   | Извор   | 4× 1×     | Духаил спортска дворана, Доха Гледалаца: 500 Судије: Ал-Суваиди, Бамутреф (КАТ) |

| 24. јануар 2015. 19:00 | Данска     | 31:27   | Пољска     | Лусаил спортска дворана, Лусаил Гледалаца: 6.000 Судије: Милошевић, Губица (ХРВ) |
| 24. јануар 2015. 19:00 | Линдберг 6 | (16:12) | Ројевски 5 | Лусаил спортска дворана, Лусаил Гледалаца: 6.000 Судије: Милошевић, Губица (ХРВ) |
| 24. јануар 2015. 19:00 | 5× 3×      | Извор   | 3× 4×      | Лусаил спортска дворана, Лусаил Гледалаца: 6.000 Судије: Милошевић, Губица (ХРВ) |

|    | Репрезентација    | Бод. | Ут. | Поб. | Н. | Пор. | Пос. | При. | Гр. |
| -- | ----------------- | ---- | --- | ---- | -- | ---- | ---- | ---- | --- |
| 1. | Немачка           | 9    | 5   | 4    | 1  | 0    | 150  | 124  | +26 |
| 2. | Данска            | 8    | 5   | 3    | 2  | 0    | 154  | 127  | +27 |
| 3. | Пољска            | 6    | 5   | 3    | 0  | 2    | 135  | 121  | +14 |
| 4. | Аргентина         | 5    | 5   | 2    | 1  | 2    | 132  | 123  | +9  |
| 5. | Русија            | 2    | 5   | 1    | 0  | 4    | 133  | 131  | +2  |
| 6. | Саудијска Арабија | 0    | 5   | 0    | 0  | 5    | 87   | 165  | -78 |

## Президент куп
- Сва времена су по средњоевропском времену

### Борба од 21-ог до 24-ог мјеста
|  | Полуфинале        | Полуфинале        |            |    | 21. мјесто | 21. мјесто |
|  |                   |                   |            |    |            |            |
|  | 26. јануар        |                   |            |    |            |            |
|  |                   |                   |            |    |            |            |
|  | Чиле              | 31                |            |    |            |            |
|  | Чиле              | 31                | 27. јануар |    |            |            |
|  | Иран              | 32                |            |    |            |            |
|  | Иран              | 32                | Иран       | 26 |            |            |
|  | 26. јануар        |                   | Иран       | 26 |            |            |
|  |                   | Саудијска Арабија | 22         |    |            |            |
|  | Алжир             | Саудијска Арабија | 22         | 25 |            |            |
|  | Алжир             |                   |            | 25 |            |            |
|  | Саудијска Арабија | 27                |            |    |            |            |
|  | Саудијска Арабија | 27                | 23. мјесто |    |            |            |
|  |                   |                   |            |    |            |            |
|  | 27. јануар        |                   |            |    |            |            |
|  |                   |                   |            |    |            |            |
|  | Чиле              | 28                |            |    |            |            |
|  | Чиле              | 28                |            |    |            |            |
|  | Алжир             | 27                |            |    |            |            |

#### Полуфинале
| 26. јануар 2015. 11:00 | Чиле       | 31:32   | Иран            | Духаил спортска дворана, Доха Гледалаца: 100 Судије: Хизаки, Икебучи (ЈАП) |
| 26. јануар 2015. 11:00 | Салинас 18 | (15:17) | три играча по 5 | Духаил спортска дворана, Доха Гледалаца: 100 Судије: Хизаки, Икебучи (ЈАП) |
| 26. јануар 2015. 11:00 | 2×         | Извор   | 4× 3× 1×        | Духаил спортска дворана, Доха Гледалаца: 100 Судије: Хизаки, Икебучи (ЈАП) |

| 26. јануар 2015. 13:00 | Алжир    | 25:27   | Саудијска Арабија | Духаил спортска дворана, Доха Гледалаца: 100 Судије: Клико, Јохансон (ШВЕ) |
| 26. јануар 2015. 13:00 | Хамуд 9  | (14:12) | Ал-Салем 5        | Духаил спортска дворана, Доха Гледалаца: 100 Судије: Клико, Јохансон (ШВЕ) |
| 26. јануар 2015. 13:00 | 6× 2× 1× | Извор   | 7× 3×             | Духаил спортска дворана, Доха Гледалаца: 100 Судије: Клико, Јохансон (ШВЕ) |

#### Утакмица за 23. мјесто
| 27. јануар 2015. 11:00 | Чиле       | 28:27   | Алжир    | Духаил спортска дворана, Доха Гледалаца: 100 Судије: Сантос, Фонсека (ПОР) |
| 27. јануар 2015. 11:00 | Салинас 11 | (10:16) | Хамуд 12 | Духаил спортска дворана, Доха Гледалаца: 100 Судије: Сантос, Фонсека (ПОР) |
| 27. јануар 2015. 11:00 | 4×         | Извор   | 7× 2× 1× | Духаил спортска дворана, Доха Гледалаца: 100 Судије: Сантос, Фонсека (ПОР) |

#### Утакмица за 21. мјесто
| 27. јануар 2015. 13:00 | Иран        | 26:22   | Саудијска Арабија | Духаил спортска дворана, Доха Гледалаца: 150 Судије: Мензес, Пинто (БРА) |
| 27. јануар 2015. 13:00 | А. Естеки 6 | (15:10) | Ал-Абдулали 6     | Духаил спортска дворана, Доха Гледалаца: 150 Судије: Мензес, Пинто (БРА) |
| 27. јануар 2015. 13:00 | 5× 2× 1×    | Извор   | 6× 3×             | Духаил спортска дворана, Доха Гледалаца: 150 Судије: Мензес, Пинто (БРА) |

### Борба од 17-ог до 20-ог мјеста
|  | Полуфинале          | Полуфинале |            |    | 17. мјесто | 17. мјесто |
|  |                     |            |            |    |            |            |
|  | 26. јануар          |            |            |    |            |            |
|  |                     |            |            |    |            |            |
|  | Белорусија          | 37         |            |    |            |            |
|  | Белорусија          | 37         | 27. јануар |    |            |            |
|  | Босна и Херцеговина | 29         |            |    |            |            |
|  | Босна и Херцеговина | 29         | Белорусија | 31 |            |            |
|  | 26. јануар          |            | Белорусија | 31 |            |            |
|  |                     | Чешка      | 32         |    |            |            |
|  | Чешка               | Чешка      | 32         | 32 |            |            |
|  | Чешка               |            |            | 32 |            |            |
|  | Русија              | 30         |            |    |            |            |
|  | Русија              | 30         | 19. мјесто |    |            |            |
|  |                     |            |            |    |            |            |
|  | 27. јануар          |            |            |    |            |            |
|  |                     |            |            |    |            |            |
|  | Босна и Херцеговина | 28         |            |    |            |            |
|  | Босна и Херцеговина | 28         |            |    |            |            |
|  | Русија              | 42         |            |    |            |            |

#### Полуфинале
| 26. јануар 2015. 15:00 | Белорусија   | 37:29   | Босна и Херцеговина | Духаил спортска дворана, Доха Гледалаца: 300 Судије: Мензес, Пинто (БРА) |
| 26. јануар 2015. 15:00 | С. Рутенка 9 | (20:16) | Бурић 6             | Духаил спортска дворана, Доха Гледалаца: 300 Судије: Мензес, Пинто (БРА) |
| 26. јануар 2015. 15:00 | 6× 3×        | Извор   | 4× 3×               | Духаил спортска дворана, Доха Гледалаца: 300 Судије: Мензес, Пинто (БРА) |

| 26. јануар 2015. 17:00 | Чешка      | 32:30   | Русија    | Духаил спортска дворана, Доха Гледалаца: 300 Судије: Крихене, Макхлув (ТУН) |
| 26. јануар 2015. 17:00 | Ждрахала 8 | (16:15) | Деревен 8 | Духаил спортска дворана, Доха Гледалаца: 300 Судије: Крихене, Макхлув (ТУН) |
| 26. јануар 2015. 17:00 | 6× 4× 1×   | Извор   | 6× 1×     | Духаил спортска дворана, Доха Гледалаца: 300 Судије: Крихене, Макхлув (ТУН) |

#### Утакмица за 19. мјесто
| 27. јануар 2015. 15:00 | Босна и Херцеговина | 28:42   | Русија    | Духаил спортска дворана, Доха Гледалаца: 200 Судије: Хизаки, Икебучи (ЈАП) |
| 27. јануар 2015. 15:00 | Малиновић 6         | (16:20) | Коваљев 6 | Духаил спортска дворана, Доха Гледалаца: 200 Судије: Хизаки, Икебучи (ЈАП) |
| 27. јануар 2015. 15:00 | 6× 3×               | Извор   | 6× 2×     | Духаил спортска дворана, Доха Гледалаца: 200 Судије: Хизаки, Икебучи (ЈАП) |

#### Утакмица за 17. мјесто
| 27. јануар 2015. 17:00 | Белорусија    | 31:32   | Чешка         | Духаил спортска дворана, Доха Гледалаца: 300 Судије: Рашед, Ел-Сајед (ЕГИ) |
| 27. јануар 2015. 17:00 | С. Рутенка 12 | (13:14) | 4 играча по 6 | Духаил спортска дворана, Доха Гледалаца: 300 Судије: Рашед, Ел-Сајед (ЕГИ) |
| 27. јануар 2015. 17:00 | 5× 3×         | Извор   | 3×            | Духаил спортска дворана, Доха Гледалаца: 300 Судије: Рашед, Ел-Сајед (ЕГИ) |

### Борба од 5-ог до 8-ог мјеста
|  | Полуфинале | Полуфинале |            |    | 5. мјесто | 5. мјесто |
|  |            |            |            |    |           |           |
|  | 30. јануар |            |            |    |           |           |
|  |            |            |            |    |           |           |
|  | Хрватска   | 28         |            |    |           |           |
|  | Хрватска   | 28         | 31. јануар |    |           |           |
|  | Немачка    | 23         |            |    |           |           |
|  | Немачка    | 23         | Хрватска   | 24 |           |           |
|  | 30. јануар |            | Хрватска   | 24 |           |           |
|  |            | Данска     | 28         |    |           |           |
|  | Данска     | Данска     | 28         | 36 |           |           |
|  | Данска     |            |            | 36 |           |           |
|  | Словенија  | 33         |            |    |           |           |
|  | Словенија  | 33         | 7. мјесто  |    |           |           |
|  |            |            |            |    |           |           |
|  | 31. јануар |            |            |    |           |           |
|  |            |            |            |    |           |           |
|  | Немачка    | 30         |            |    |           |           |
|  | Немачка    | 30         |            |    |           |           |
|  | Словенија  | 27         |            |    |           |           |

#### Полуфинале
| 30. јануар 2015. 14:00 | Хрватска | 28:23   | Немачка                | Ал бин Хамад ал-Атијах спортска дворана, Доха Гледалаца: 800 Судије: Лопез, Рамирез (ШПА) |
| 30. јануар 2015. 14:00 | Штрлек 8 | (13:11) | Генсхајмер, Сконгарт 6 | Ал бин Хамад ал-Атијах спортска дворана, Доха Гледалаца: 800 Судије: Лопез, Рамирез (ШПА) |
| 30. јануар 2015. 14:00 | 2× 3×    | Извор   | 2× 4×                  | Ал бин Хамад ал-Атијах спортска дворана, Доха Гледалаца: 800 Судије: Лопез, Рамирез (ШПА) |

| 30. јануар 2015. 16:30 | Данска         | 36:33   | Словенија | Ал бин Хамад ал-Атијах спортска дворана, Доха Гледалаца: 500 Судије: Ал-Суваиди, Бамутерф (КАТ) |
| 30. јануар 2015. 16:30 | Сван Хансен 13 | (19:15) | Гајић 12  | Ал бин Хамад ал-Атијах спортска дворана, Доха Гледалаца: 500 Судије: Ал-Суваиди, Бамутерф (КАТ) |
| 30. јануар 2015. 16:30 | 4× 3×          | Извор   | 5× 2×     | Ал бин Хамад ал-Атијах спортска дворана, Доха Гледалаца: 500 Судије: Ал-Суваиди, Бамутерф (КАТ) |

#### Утакмица за 7. мјесто
| 31. јануар 2015. 14:30 | Немачка       | 30:27   | Словенија | Лусаил спортска дворана, Лусаил Гледалаца: 1.000 Судије: Новотни, Хорачек (ЧЕШ) |
| 31. јануар 2015. 14:30 | Генсхајмер 13 | (16:14) | Натек 9   | Лусаил спортска дворана, Лусаил Гледалаца: 1.000 Судије: Новотни, Хорачек (ЧЕШ) |
| 31. јануар 2015. 14:30 | 3×            | Извор   | 3× 1×     | Лусаил спортска дворана, Лусаил Гледалаца: 1.000 Судије: Новотни, Хорачек (ЧЕШ) |

#### Утакмица за 5. мјесто
| 31. јануар 2015. 17:15 | Хрватска        | 24:28   | Данска   | Лусаил спортска дворана, Лусаил Гледалаца: 3.000 Судије: Лопез, Рамирез (ШПА) |
| 31. јануар 2015. 17:15 | три играча по 4 | (11:15) | Хансен 8 | Лусаил спортска дворана, Лусаил Гледалаца: 3.000 Судије: Лопез, Рамирез (ШПА) |
| 31. јануар 2015. 17:15 | 3×              | Извор   | 3×       | Лусаил спортска дворана, Лусаил Гледалаца: 3.000 Судије: Лопез, Рамирез (ШПА) |

## Завршница
- Сва времена су по средњоевропском времену

|  | Осмина финала | Осмина финала |           |    | Четвртфинале | Четвртфинале |  |  | Полуфинале | Полуфинале |  |  | Финале | Финале |
|  |               |               |           |    |              |              |  |  |            |            |  |  |        |        |
|  |               |               |           |    |              |              |  |  |            |            |  |  |        |        |
|  |               |               |           |    |              |              |  |  |            |            |  |  |        |        |
|  | Хрватска      | 26            |           |    |              |              |  |  |            |            |  |  |        |        |
|  | Хрватска      | 26            |           |    |              |              |  |  |            |            |  |  |        |        |
|  | Бразил        | 25            |           |    |              |              |  |  |            |            |  |  |        |        |
|  | Бразил        | 25            | Хрватска  | 22 |              |              |  |  |            |            |  |  |        |        |
|  |               |               | Хрватска  | 22 |              |              |  |  |            |            |  |  |        |        |
|  |               | Пољска        | 24        |    |              |              |  |  |            |            |  |  |        |        |
|  | Пољска        | Пољска        | 24        | 24 |              |              |  |  |            |            |  |  |        |        |
|  | Пољска        |               |           | 24 |              |              |  |  |            |            |  |  |        |        |
|  | Шведска       | 20            |           |    |              |              |  |  |            |            |  |  |        |        |
|  | Шведска       | 20            | Пољска    | 29 |              |              |  |  |            |            |  |  |        |        |
|  |               |               | Пољска    | 29 |              |              |  |  |            |            |  |  |        |        |
|  |               | Катар         | 31        |    |              |              |  |  |            |            |  |  |        |        |
|  | Аустрија      | Катар         | 31        | 27 |              |              |  |  |            |            |  |  |        |        |
|  | Аустрија      |               |           | 27 |              |              |  |  |            |            |  |  |        |        |
|  | Катар         | 29            |           |    |              |              |  |  |            |            |  |  |        |        |
|  | Катар         | 29            | Катар     | 26 |              |              |  |  |            |            |  |  |        |        |
|  |               |               | Катар     | 26 |              |              |  |  |            |            |  |  |        |        |
|  |               | Немачка       | 24        |    |              |              |  |  |            |            |  |  |        |        |
|  | Немачка       | Немачка       | 24        | 23 |              |              |  |  |            |            |  |  |        |        |
|  | Немачка       |               |           | 23 |              |              |  |  |            |            |  |  |        |        |
|  | Египат        | 16            |           |    |              |              |  |  |            |            |  |  |        |        |
|  | Египат        | 16            | Катар     | 22 |              |              |  |  |            |            |  |  |        |        |
|  |               |               | Катар     | 22 |              |              |  |  |            |            |  |  |        |        |
|  |               | Француска     | 25        |    |              |              |  |  |            |            |  |  |        |        |
|  | Исланд        | Француска     | 25        | 25 |              |              |  |  |            |            |  |  |        |        |
|  | Исланд        |               |           | 25 |              |              |  |  |            |            |  |  |        |        |
|  | Данска        | 30            |           |    |              |              |  |  |            |            |  |  |        |        |
|  | Данска        | 30            | Данска    | 24 |              |              |  |  |            |            |  |  |        |        |
|  |               |               | Данска    | 24 |              |              |  |  |            |            |  |  |        |        |
|  |               | Шпанија       | 25        |    |              |              |  |  |            |            |  |  |        |        |
|  | Шпанија       | Шпанија       | 25        | 28 |              |              |  |  |            |            |  |  |        |        |
|  | Шпанија       |               |           | 28 |              |              |  |  |            |            |  |  |        |        |
|  | Тунис         | 20            |           |    |              |              |  |  |            |            |  |  |        |        |
|  | Тунис         | 20            | Шпанија   | 22 |              |              |  |  |            |            |  |  |        |        |
|  |               |               | Шпанија   | 22 |              |              |  |  |            |            |  |  |        |        |
|  |               | Француска     | 26        |    | Треће место  | Треће место  |  |  |            |            |  |  |        |        |
|  | Словенија     | Француска     | 26        | 30 | Треће место  | Треће место  |  |  |            |            |  |  |        |        |
|  | Словенија     |               |           | 30 |              |              |  |  |            |            |  |  |        |        |
|  | Македонија    | 28            |           |    |              |              |  |  |            |            |  |  |        |        |
|  | Македонија    | 28            | Словенија | 23 | Пољска       | 29           |  |  |            |            |  |  |        |        |
|  |               |               | Словенија | 23 | Пољска       | 29           |  |  |            |            |  |  |        |        |
|  |               | Француска     | 32        |    | Шпанија      | 28           |  |  |            |            |  |  |        |        |
|  | Француска     | Француска     | 32        | 33 | Шпанија      | 28           |  |  |            |            |  |  |        |        |
|  | Француска     |               |           | 33 |              |              |  |  |            |            |  |  |        |        |
|  | Аргентина     | 20            |           |    |              |              |  |  |            |            |  |  |        |        |
|  | Аргентина     | 20            |           |    |              |              |  |  |            |            |  |  |        |        |

### Осмина финала
| 25. јануар 2015. 16:30 | Аустрија | 27:29   | Катар      | Лусаил спортска дворана, Лусаил Гледалаца: 12.200 Судије: Милошевић, Губица (ХРВ) |
| 25. јануар 2015. 16:30 | Вебер 8  | (14:13) | Марковић 8 | Лусаил спортска дворана, Лусаил Гледалаца: 12.200 Судије: Милошевић, Губица (ХРВ) |
| 25. јануар 2015. 16:30 | 7× 4×    | Извор   | 4× 2×      | Лусаил спортска дворана, Лусаил Гледалаца: 12.200 Судије: Милошевић, Губица (ХРВ) |

| 25. јануар 2015. 16:30 | Словенија | 30:28   | Македонија              | Ал бин Хамад ал-Атијах спортска дворана, Доха Гледалаца: 800 Судије: Гателис, Мазејка (ЛИТ) |
| 25. јануар 2015. 16:30 | Гајић 9   | (16:15) | Георгијевски, Лазаров 7 | Ал бин Хамад ал-Атијах спортска дворана, Доха Гледалаца: 800 Судије: Гателис, Мазејка (ЛИТ) |
| 25. јануар 2015. 16:30 | 9× 4×     | Извор   | 4× 3× 1×                | Ал бин Хамад ал-Атијах спортска дворана, Доха Гледалаца: 800 Судије: Гателис, Мазејка (ЛИТ) |

| 25. јануар 2015. 19:00 | Шпанија  | 28:20  | Тунис      | Лусаил спортска дворана, Лусаил Гледалаца: 5.500 Судије: Начевски, Николов (МКД) |
| 25. јануар 2015. 19:00 | Угалде 6 | (18:9) | Боуганми 5 | Лусаил спортска дворана, Лусаил Гледалаца: 5.500 Судије: Начевски, Николов (МКД) |
| 25. јануар 2015. 19:00 | 5× 3×    | Извор  | 3×         | Лусаил спортска дворана, Лусаил Гледалаца: 5.500 Судије: Начевски, Николов (МКД) |

| 25. јануар 2015. 19:00 | Хрватска | 26:25   | Бразил  | Ал бин Хамад ал-Атијах спортска дворана, Доха Гледалаца: 800 Судије: Ал-Суваиди, Бамутреф (КАТ) |
| 25. јануар 2015. 19:00 | Копљар 5 | (13:15) | Силва 5 | Ал бин Хамад ал-Атијах спортска дворана, Доха Гледалаца: 800 Судије: Ал-Суваиди, Бамутреф (КАТ) |
| 25. јануар 2015. 19:00 | 1× 2×    | Извор   | 5× 3×   | Ал бин Хамад ал-Атијах спортска дворана, Доха Гледалаца: 800 Судије: Ал-Суваиди, Бамутреф (КАТ) |

| 26. јануар 2015. 16:30 | Немачка      | 23:16  | Египат          | Лусаил спортска дворана, Лусаил Гледалаца: 12.500 Судије: Новотни, Хорачек (ЧЕШ) |
| 26. јануар 2015. 16:30 | Генсхајмер 6 | (12:8) | Ел-Ахмар, Иса 4 | Лусаил спортска дворана, Лусаил Гледалаца: 12.500 Судије: Новотни, Хорачек (ЧЕШ) |
| 26. јануар 2015. 16:30 | 7× 3×        | Извор  | 5× 3× 1×        | Лусаил спортска дворана, Лусаил Гледалаца: 12.500 Судије: Новотни, Хорачек (ЧЕШ) |

| 26. јануар 2015. 16:30 | Пољска                   | 24:20   | Шведска    | Ал бин Хамад ал-Атијах спортска дворана, Доха Гледалаца: 1.500 Судије: Крстић, Љубич (СЛО) |
| 26. јануар 2015. 16:30 | Б. Јурецки, М. Јурецки 5 | (10:11) | Петерсен 5 | Ал бин Хамад ал-Атијах спортска дворана, Доха Гледалаца: 1.500 Судије: Крстић, Љубич (СЛО) |
| 26. јануар 2015. 16:30 | 3× 2×                    | Извор   | 6× 3×      | Ал бин Хамад ал-Атијах спортска дворана, Доха Гледалаца: 1.500 Судије: Крстић, Љубич (СЛО) |

| 26. јануар 2015. 19:00 | Исланд     | 25:30   | Данска        | Лусаил спортска дворана, Лусаил Гледалаца: 3.000 Судије: Реверет, Пичон (ФРА) |
| 26. јануар 2015. 19:00 | Петерсон 7 | (10:16) | Лауге Шмидт 6 | Лусаил спортска дворана, Лусаил Гледалаца: 3.000 Судије: Реверет, Пичон (ФРА) |
| 26. јануар 2015. 19:00 | 2× 4×      | Извор   | 5× 3×         | Лусаил спортска дворана, Лусаил Гледалаца: 3.000 Судије: Реверет, Пичон (ФРА) |

| 26. јануар 2015. 19:00 | Француска | 33:20  | Аргентина | Ал бин Хамад ал-Атијах спортска дворана, Доха Гледалаца: 1.500 Судије: Гјединг, Хансен (ДАН) |
| 26. јануар 2015. 19:00 | Порте 6   | (16:6) | Кароу 4   | Ал бин Хамад ал-Атијах спортска дворана, Доха Гледалаца: 1.500 Судије: Гјединг, Хансен (ДАН) |
| 26. јануар 2015. 19:00 | 4× 2×     | Извор  | 1× 2×     | Ал бин Хамад ал-Атијах спортска дворана, Доха Гледалаца: 1.500 Судије: Гјединг, Хансен (ДАН) |

### Четвртфинале
| 28. јануар 2015. 16:30 | Хрватска        | 22:24   | Пољска      | Ал бин Хамад ал-Атијах спортска дворана, Доха Гледалаца: 1.500 Судије: Гјединг, Хансен (ДАН) |
| 28. јануар 2015. 16:30 | Дувњак Копљар 5 | (10:12) | Јуркјевич 6 | Ал бин Хамад ал-Атијах спортска дворана, Доха Гледалаца: 1.500 Судије: Гјединг, Хансен (ДАН) |
| 28. јануар 2015. 16:30 | 3×              | Извор   | 3× 4×       | Ал бин Хамад ал-Атијах спортска дворана, Доха Гледалаца: 1.500 Судије: Гјединг, Хансен (ДАН) |

| 28. јануар 2015. 16:30 | Катар    | 26:24   | Немачка      | Лусаил спортска дворана, Лусаил Гледалаца: 15.000 Судије: Начевски, Николов (МКД) |
| 28. јануар 2015. 16:30 | Капоте 8 | (18:14) | Генсхајмер 5 | Лусаил спортска дворана, Лусаил Гледалаца: 15.000 Судије: Начевски, Николов (МКД) |
| 28. јануар 2015. 16:30 | 2× 3×    | Извор   | 3× 4×        | Лусаил спортска дворана, Лусаил Гледалаца: 15.000 Судије: Начевски, Николов (МКД) |

| 28. јануар 2015. 19:00 | Словенија | 23:32   | Француска | Ал бин Хамад ал-Атијах спортска дворана, Доха Гледалаца: 2.500 Судије: Новотни, Хорачек (ЧЕШ) |
| 28. јануар 2015. 19:00 | Жвижеј 6  | (10:18) | Нарцис 6  | Ал бин Хамад ал-Атијах спортска дворана, Доха Гледалаца: 2.500 Судије: Новотни, Хорачек (ЧЕШ) |
| 28. јануар 2015. 19:00 | 5× 4×     | Извор   | 2×        | Ал бин Хамад ал-Атијах спортска дворана, Доха Гледалаца: 2.500 Судије: Новотни, Хорачек (ЧЕШ) |

| 28. јануар 2015. 19:00 | Данска          | 24:25   | Шпанија        | Лусаил спортска дворана, Лусаил Гледалаца: 9,000 Судије: Гејпел, Хелбиг (ЊЕМ) |
| 28. јануар 2015. 19:00 | Егерт, Хансен 6 | (11:11) | Ривера Фолх 10 | Лусаил спортска дворана, Лусаил Гледалаца: 9,000 Судије: Гејпел, Хелбиг (ЊЕМ) |
| 28. јануар 2015. 19:00 | 3× 4×           | Извор   | 3×             | Лусаил спортска дворана, Лусаил Гледалаца: 9,000 Судије: Гејпел, Хелбиг (ЊЕМ) |

### Полуфинале
| 30. јануар 2015. 16:30 | Пољска       | 29:31   | Катар           | Лусаил спортска дворана, Лусаил Гледалаца: 15.000 Судије: Николић, Стојковић (СРБ) |
| 30. јануар 2015. 16:30 | М. Јурецки 9 | (13:16) | Капоте, Малаш 6 | Лусаил спортска дворана, Лусаил Гледалаца: 15.000 Судије: Николић, Стојковић (СРБ) |
| 30. јануар 2015. 16:30 | 5× 3×        | Извор   | 2× 3×           | Лусаил спортска дворана, Лусаил Гледалаца: 15.000 Судије: Николић, Стојковић (СРБ) |

| 30. јануар 2015. 19:00 | Шпанија           | 22:26   | Француска | Лусаил спортска дворана, Лусаил Гледалаца: 9.000 Судије: Крстић, Љубич (СЛО) |
| 30. јануар 2015. 19:00 | Канелас, Угалде 5 | (14:18) | Гигу 5    | Лусаил спортска дворана, Лусаил Гледалаца: 9.000 Судије: Крстић, Љубич (СЛО) |
| 30. јануар 2015. 19:00 | 3×                | Извор   | 3×        | Лусаил спортска дворана, Лусаил Гледалаца: 9.000 Судије: Крстић, Љубич (СЛО) |

### Утакмица за 3. мјесто
| 1. фебруар 2015. 14:30 | Пољска | 29:28 (прод.) | Шпанија | Лусаил спортска дворана, Лусаил Гледалаца: 9.400 Судије: Гјединг, Хансен (ДАН) |
| 1. фебруар 2015. 14:30 | Шиба 8 | (13:13)       | Томас 7 | Лусаил спортска дворана, Лусаил Гледалаца: 9.400 Судије: Гјединг, Хансен (ДАН) |
| 1. фебруар 2015. 14:30 | 4× 3×  | Извор         | 1× 2×   | Лусаил спортска дворана, Лусаил Гледалаца: 9.400 Судије: Гјединг, Хансен (ДАН) |

### Финале
| 1. фебруар 2015. 17:15 | Катар      | 22:25   | Француска   | Лусаил спортска дворана, Лусаил Гледалаца: 15.000 Судије: Новотни, Хорачек (ЧЕШ) |
| 1. фебруар 2015. 17:15 | Марковић 7 | (11:14) | Карабатић 5 | Лусаил спортска дворана, Лусаил Гледалаца: 15.000 Судије: Новотни, Хорачек (ЧЕШ) |
| 1. фебруар 2015. 17:15 | 4× 3×      | Извор   | 2× 3×       | Лусаил спортска дворана, Лусаил Гледалаца: 15.000 Судије: Новотни, Хорачек (ЧЕШ) |

| 2° место Катар | Побједник Свјетског првенства у рукомету 2015. Француска 5° титула | 3° место Пољска |

## Коначан пласман
| Позиција | Репрезентација      |
| -------- | ------------------- |
|          | Француска           |
|          | Катар               |
|          | Пољска              |
| 4.       | Шпанија             |
| 5.       | Данска              |
| 6.       | Хрватска            |
| 7.       | Немачка             |
| 8.       | Словенија           |
| 9.       | Македонија          |
| 10.      | Шведска             |
| 11.      | Исланд              |
| 12.      | Аргентина           |
| 13.      | Аустрија            |
| 14.      | Египат              |
| 15.      | Тунис               |
| 16.      | Бразил              |
| 17.      | Чешка               |
| 18.      | Белорусија          |
| 19.      | Русија              |
| 20.      | Босна и Херцеговина |
| 21.      | Иран                |
| 22.      | Саудијска Арабија   |
| 23.      | Чиле                |
| 24.      | Алжир               |

|  | Квалификован на Љетње олимпијске игре 2016.                   |
|  | Учествоваће на квалификацијама за Љетње олимпијске игре 2016. |

## Статистика
| Поз. | Играч              | Репрезентација | Голова | Шутева | %   |
| ---- | ------------------ | -------------- | ------ | ------ | --- |
| 1    | Драган Гајић       | Словенија      | 71     | 93     | 76% |
| 2    | Жарко Марковић     | Катар          | 67     | 127    | 53% |
| 3    | Уве Генсхајмер     | Немачка        | 54     | 72     | 75% |
| 4    | Родриго Салинас    | Чиле           | 52     | 92     | 57% |
| 5    | Рафаел Капоте      | Катар          | 48     | 78     | 62% |
| 6    | Валеро Ривера Фолх | Шпанија        | 47     | 58     | 81% |
| 7    | Кирил Лазаров      | Македонија     | 45     | 78     | 58% |
| 8    | Сергеј Рутенка     | Белорусија     | 43     | 75     | 57% |
| 9    | Роберт Вебер       | Аустрија       | 42     | 61     | 69% |
| 10   | Иван Чупић         | Хрватска       | 41     | 53     | 77% |

| Поз. | Играч                   | Репрезентација | %   | Одбрана | Шутева |
| ---- | ----------------------- | -------------- | --- | ------- | ------ |
| 1    | Карстен Лихтлајн        | Немачка        | 38% | 57      | 152    |
| 2    | Филип Ивић              | Хрватска       | 37% | 44      | 119    |
| 2    | Тијери Омејер           | Француска      | 37% | 105     | 283    |
| 2    | Гонзало Перез де Варгас | Шпанија        | 37% | 97      | 259    |
| 5    | Матијас Андерсон        | Шведска        | 36% | 53      | 147    |
| 5    | Данијел Шарић           | Катар          | 36% | 75      | 206    |
| 5    | Петр Штохл              | Чешка          | 36% | 75      | 210    |
| 8    | Јаник Грин              | Данска         | 35% | 47      | 135    |
| 8    | Силвио Хаинветер        | Немачка        | 35% | 67      | 193    |
| 8    | Никола Мариновић        | Аустрија       | 35% | 52      | 150    |